# Palamon Capital Partners
Palamon Capital Partners è una società di private equity che ha sede a Londra. L'anno della sua fondazione risale al 1999 e i suoi fondatori sono Louis G. Elson, socio amministratore e capo del comitato operativo, e A. Michael Hoffman. La sua sede si trova nel centro di Londra presso Cleveland House in King Street, nel quartiere di St James's.  L'azienda è molto attiva sul mercato europeo e investe capitale di rischio tra i 30 e i 100 milioni di euro in aziende europee di fascia media basso. Tra le sue acquisizioni più importanti ci sono, l'acquisizione della quota di maggioranza del rivenditore svedese Happy Socks, valutando la società a 85,4 milioni di dollari, nel 2017.
Nel 2015 è entrata nella società Il Bisonte, uno dei marchi storici della pelletteria italiana,  che ha poi ceduto nel 2019 dopo un periodo di rilancio commerciale del marchio
Nel 2017 acquisisce il 49% di 24ORE Business School, facente parte del settore formazione ed eventi del Gruppo 24 ORE, acquisendone poi la proprietà al 100% a partire dal 2020. 24ORE Business School viene ceduta, nel luglio 2023, al Gruppo Digit’Ed, società partecipata dal fondo italiano Nextalia SGR e da Banca Intesa Sanpaolo, che acquisisce il 100% del capitale di 24ORE Business School.
Nel 2020 il fondo acquisisce la quota di maggioranza di FairConnect, in un accordo che permette a Palamon di entrare a far parte del mondo delle tecnologie Machine to Machine e Internet of Things”. L'acquisizione è avvenuta nel maggio 2021 di Mydentist dal Carlyle Group, una tra le più grandi catene di studi dentistici britannici.